# Метенхајм (Баварска)
Метенхајм (њем. Mettenheim) општина је у њемачкој савезној држави Баварска. Једно је од 31 општинског средишта округа Милдорф ам Ин. Према процјени из 2010. у општини је живјело 3.341 становника. Посједује регионалну шифру (AGS) 9183127.

## Географски и демографски подаци
Метенхајм се налази у савезној држави Баварска у округу Милдорф ам Ин. Општина се налази на надморској висини од 411 метара. Површина општине износи 27,2 km². У самом мјесту је, према процјени из 2010. године, живјело 3.341 становника. Просјечна густина становништва износи 123 становника/km².